# Gull-Harald Knutsson
Gull-Harald Knutsson, som levde under 900-talet, var en vikingahövding och brorson till konung Harald Blåtand av Danmark.
Gull-Harald skall ha gjort härfärder och därpå vunnit otroligt mycket guld (därav namnet), men han tröttnade småningom på vikingalivet och krävde efter samråd med ladejarlen Håkon Sigurdsson i Norge av sin farbror halva Danmarks rike. Kungen greps därvid av fullt raseri och vägrade, men var efter jarlens råd villig att i stället ge sin brorson Norge, vilket styrdes av kungens fosterson, Harald Gråfäll. Harald Blåtand lät kalla Harald Gråfäll till möte på Jylland, där den senare överfölls av Gull-Harald och stupade i kampen mot densamme. Strax därefter överföll icke desto mindre Håkon (som hade uppviglat Gull-Harald) den uttröttade segraren, och Gull-Harald hängdes därefter som högmålsförbrytare. Harald Blåtand lade sedan under sig Norge, som i många år styrdes nästan helt självständigt av Håkon Sigurdsson.